# Neoepimorius lineola
Neoepimorius lineola är en fjärilsart som beskrevs av Paul E. Whalley 1964. Neoepimorius lineola ingår i släktet Neoepimorius och familjen mott. Inga underarter finns listade i Catalogue of Life.